# Fluorohinoloni
Fluorohinoloni su antibiotici širokog dejstva. Primeri ovih supstaci su ciprofloksacin (ciprocinal), fleroksacin, ofloksacin, kao i noviji (jači od starijih i efikasniji na G+ bakterije): sparfloksacin, levofloksacin, trovafloksacin.

## Spektar
Gram negativne koke i bacili (između ostalih i Pseudomonas, Haemophilus, Campylobacter); IC bakterije (Legionella, Chlamydia, M. tbc; M. avium). Ne deluju na anaerobe.

## Mehanizam dejstva
Oni blokiraju DNK girazu, te uzrokuju blokada sinteze DNK. U prevelikim dozama im se gubi selektivnost pa blokiraju i ljudsku DNK topoizomerazu pa su citotoksični.

## Farmakokinetika
Oralnu resorpciju ometaju dvovalentni katjoni (u antacidima)

## Indikacije
- otitis externa;
- komplikovane UTI;
- infekcije RT;
- atipične pneumonije (mikoplazma, hlamidija, legionela);
- osteomijelitis;
- eradikacija kliconoštva kod S. typhi; M. avium u AIDS-u.;
- antraks;
- gonoreja (ofloksacin);
- dijareje (ETEC, salmoneloze, bacilarna dizenterija, kampilobakterioze)….

## Neželjeni efekti
- nauzeja, povraćanje, dijareja, ospe;
- hepatotoksičnost;
- reverzibilne artropatije (oštećuju zglobnu hrskavicu)

Kontraindikovani su u graviditetu i laktaciji (prolaze u mleko). Produžavaju QT interval (te trebaju se koristiti sa TC antidepresivima, antiaritmicima, u bradikardiji, itd). Istovremeno primenjeni, hinoloni povećavaju koncentraciju metilksantina (teofilina).
Ciprolfoksacin dovodi do C. difficile kolitisa. (narušava floru)

## Spoljašnje veze
- Овај чланак садржи материјал у јавном власништву из документа United States Department of Health and Human Services („FDA updates warnings for fluoroquinolone antibiotics”).
- Fluorohinoloni na veb-sajtu  (језик: енглески)
- -{Structure Activity Relationships "Antibacterial Agents; Structure Activity Relationships," André Bryskier MD

}-
|  | Molimo Vas, obratite pažnju na važno upozorenje u vezi sa temama iz oblasti medicine (zdravlja). |